# Volcanal
El Volcanal fue un antiguo santuario dedicado al dios romano del fuego Vulcano que se encontraba en el Foro Romano, por encima del Comitium (Comicio), en el area Volcani, a los pies del Capitolio. En el recinto del santuario que rodeaba un árbol sagrado, se encontraba un ara dedicado al dios y un fuego perenne.

## Historia
Según la tradición romana, habría sido dedicado por Rómulo, y junto al ara, había una representación de una cuadriga de bronce dedicada al dios, que celebraba, como botín de guerra, la victoria del rey sobre los fidenenses (pero según Plutarco, la guerra en cuestión fue contra los habitantes de la ciudad de Cameria, dieciséis años después de la fundación de Roma). También se encontraba la estatua de Rómulo y una inscripción que contenía la lista de sus logros en caracteres griegos; según Plutarco, Rómulo fue representado coronado por la Victoria. Por otra parte, el rey habría plantado en el recinto un árbol de loto sagrado, que aún existía en la época de Plinio el Viejo, y que se creía tan antiguo como la ciudad misma. Se ha supuesto que el santuario se remontaba a la época en que el Foro estaba todavía fuera de la ciudad. El Volcanal es mencionado dos veces por Tito Livio cuando el prodigium de una lluvia de sangre que tuvo lugar en 183 a. C. y en 181 a. C.
El area Volcani, probablemente un locus substructus, era cerca de 5 metros más alto que el Comitium. Allí, los reyes y magistrados tramitaban asuntos políticos y también se mantenían asambleas populares antes de que se construyesen los Rostra. En el Volcanal también había una columna con una estatua de bronce de Horacio Cocles, que había sido trasladada aquí desde el Comicio, un locus inferior, después de ser golpeada por un rayo. Aulo Gelio dice que fueron llamados diversos arúspices para expiar el prodigio, pero estos de manera maliciosa hicieron mover la estatua a un lugar bajo, donde no daba el sol. El engaño fue descubierto y los arúspices ejecutados, y más tarde se descubrió que la estatua tenía que ser colocada en un lugar más alto, cosa que se hizo, colocándola en el area Volcani
Ya en el año 304 a. C. en el area Volcani fue construido un templo a la Concordia dedicado por el edil curul Cneo Flavio. Con el tiempo, el templo Vulcanal se verá cada vez más limitado por los edificios que lo rodean hasta ser completamente cubierto. Todavía existía culto en la primera mitad de la época imperial, como lo demuestra el descubrimiento de una inscripción de Augusto en el año 9 a. C.
A principios del siglo XX se encontraron, detrás del Arco de Septimio Severo, algunas antiguas fundaciones de toba volcánica, que probablemente pertenecieran al Volcanal y restos de una especie de plataforma rocosa, de 3,95 metros de largo y 2,80 de ancho, que habían sido cubiertos de cemento y pintados de rojo. Su superficie superior estaba tallada con varios canales y enfrente se encontraban los restos de un canal de drenaje hecho de losas de toba. La hipótesis era que se trataba del mismo altar de Vulcano. La roca muestra señales de daño y reparación en la zona y existen algunas cavidades, redondas y cuadradas, que tienen algunas similitudes con las de las tumbas, por lo que han sido consideradas así por algunos autores en el pasado, especialmente por von Duhn, que después del descubrimiento de antiguas tumbas de cremación en el Forum, sostuvo que originalmente el Volcanal fue el lugar donde eran quemados los cuerpos.

## Rituales y fiestas
En el área, en determinadas ocasiones, se celebraban unos rituales que consistían en quemar las armas del enemigo vencido y allí también, se celebraban cada 23 de agosto las fiestas de las Vulcanalia o Volcanalia con arcaicos rituales como el sacrificio de peces y otros pequeños animales de significado agrario.